# منیفلد ریمانی

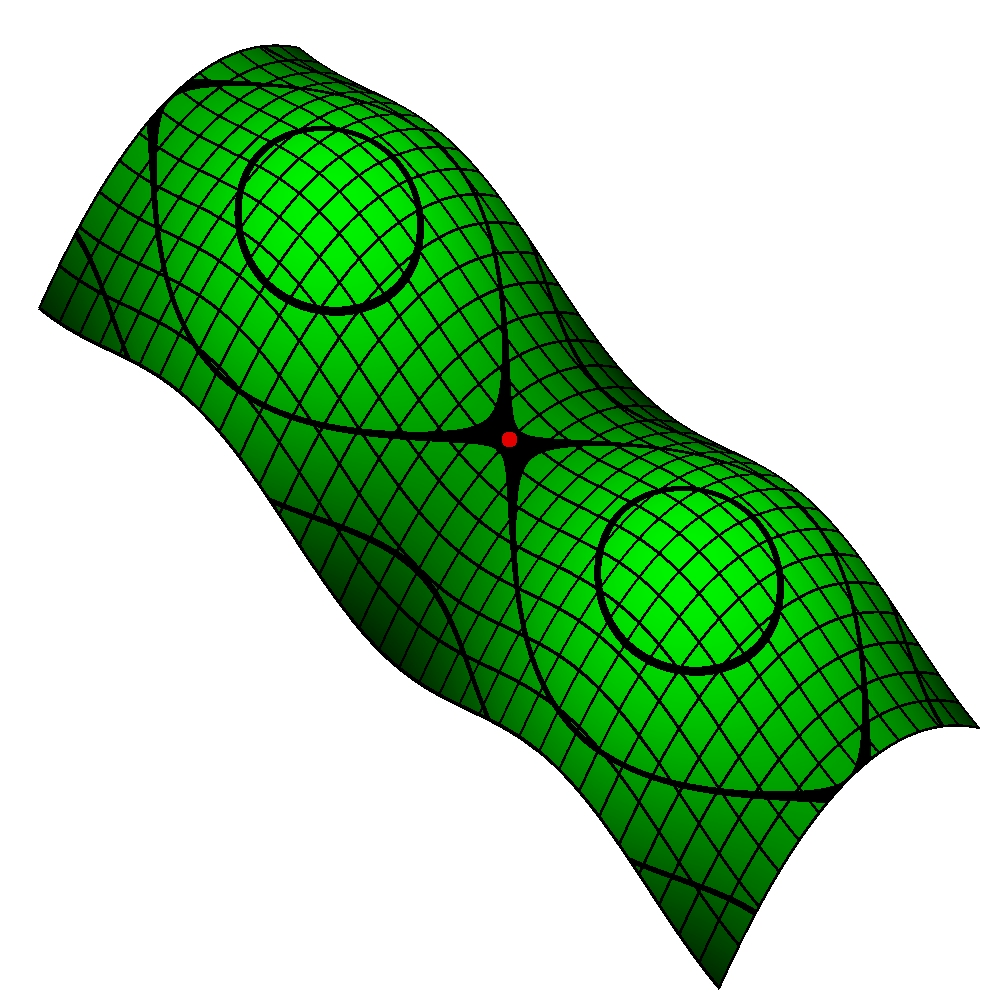
یک سطح باز با خطوط جریان u و v و خطوط تراز Z نشان داده شده است.

در هندسه دیفرانسیل، منیفلد ریمانی (به انگلیسی: Riemannian Manifold) یا فضای ریمانی (به انگلیسی: Riemannian Space) که با {\displaystyle (M,g)} نشان داده می‌شود، منیفلد هموار حقیقی {\displaystyle M} است که در هر نقطه {\displaystyle p}، مجهز به ضرب داخلی مثبت-معین {\displaystyle g_{p}} روی فضای مماس {\displaystyle T_{p}M} است. قرارداد رایج این است که {\displaystyle g} هموار در نظر گرفته شود، یعنی برای هر چارت مختصاتی {\displaystyle (U,X)} روی {\displaystyle M}، توابع زیر (که تعدادشان {\displaystyle n^{2}} است) هموار خواهند بود:
{\displaystyle g\left({\frac {\partial }{\partial x^{i}}},{\frac {\partial }{\partial x^{j}}}\right):U\to \mathbb {R} }
به همین طریق می‌توان از میان انواع زیادی از گزینه‌های محتمل، متریک‌های ریمانی لیپ‌شیتس یا متریک‌های ریمانی اندازه‌پذیر را در نظر گرفت.
خانواده {\displaystyle g_{p}} از ضرب‌های داخلی را متریک ریمانی (یا تنسور متریک ریمانی) می‌نامند. این اصطلاحات را براساس نام ریاضیدان آلمانی، برنهارت ریمان نامگذاری نموده‌اند. مطالعه منیفلدهای ریمانی در بحث هندسه ریمانی صورت می‌گیرد.
متریک (تنسور) ریمانی، امکان تعریف چندین مفهوم هندسی را بر روی منیفلدهای ریمانی فراهم می‌آورد، همچون این موارد: زاویه، طول، مساحت و مشابه ابعاد بالاترشان (همچون حجم و …)، انحنای برونزاد (غیر ذاتی) زیرمنیفلدها، و انحنای درونزاد (ذاتی) خود منیفلد.